# فهرست قنات‌های شهرستان اردل
جدول زیر براساس آمار وزارت جهاد کشاورزی تهیه شده‌است. فهرست زیر قنات‌های شهرستان اردل در استان چهارمحال و بختیاری را نشان می‌دهد.
| نام قنات        | موقعیت                       | نزدیک‌ترین روستا | طول قنات (متر) | تعداد میله چاه | عمق مادر چاه | دبی (لیتر بر ثانیه) | سطح زیر کشت (هکتار) |
| --------------- | ---------------------------- | --------------- | -------------- | -------------- | ------------ | ------------------- | ------------------- |
| اقا کلبعلی      | بخش مرکزی شهرستان اردل       | اردل            | ۶۰             | ۳              | ۴            | ۱                   | ۰                   |
| اندامشاه        | بخش مرکزی شهرستان اردل       | فاغان           | ۲۵۰            | ۱۳             | ۱۵           | ۸                   | ۲۶                  |
| بندار حاج کاظم  | بخش مرکزی شهرستان اردل       | اردل            | ۴۰             | ۳              | ۴            | ۴                   | ۴                   |
| بندار(رشیما)    | بخش مرکزی شهرستان اردل       | اردل            | ۴۰             | ۴              | ۴            | ۲                   | ۴                   |
| بندارمحمدصادق   | بخش مرکزی شهرستان اردل       | اردل            | ۱۲۰            | ۸              | ۵            | ۴                   | ۴                   |
| تنگ حاجی‌آباد    | بخش مرکزی شهرستان اردل       | رستم آ[اد       | ۲۰۰            | ۱۲             | ۸            | ۱۵                  | ۰                   |
| جفران           | بخش مرکزی شهرستان اردل       | جفران           | ۲۰۰۰           | ۲۵             | ۴۰           | ۱۰                  | ۱۰                  |
| حوری‌آباد        | بخش مرکزی شهرستان اردل       | اردل            | ۱۲۰            | ۱۲             | ۸            | ۲                   | ۰                   |
| خره دون         | بخش مرکزی شهرستان اردل       | ریگک            | ۸۰             | ۶              | ۴            | ۳                   | ۱۵                  |
| دره اوزا        | بخش مرکزی شهرستان اردل       | اردل            | ۸۰             | ۴              | ۴            | ۴                   | ۰                   |
| دره بلوطی       | بخش مرکزی شهرستان اردل       | کرج سفلی        | ۴۰             | ۴              | ۴            | ۵                   | ۶                   |
| دره چنار        | بخش مرکزی شهرستان اردل       | کرج سفلی        | ۸۰             | ۴              | ۴            | ۳                   | ۶                   |
| روپینه          | بخش مرکزی شهرستان اردل       | روپینه          | ۱۸۰            | ۸              | ۸            | ۱۰                  | ۳۰                  |
| سوکت            | بخش مرکزی شهرستان اردل       | بهشت‌آباد        | ۱۰۰            | ۹              | ۷            | ۶                   | ۵                   |
| سیدحلال حسین    | بخش مرکزی شهرستان اردل       | اردل            | ۶۰             | ۶              | ۴            | ۱                   | ۰                   |
| عباس‌آباد        | بخش مرکزی شهرستان اردل       | عباس‌آباد        | ۱۱۰۰           | ۱۱             | ۱۵           | ۱۵                  | ۶                   |
| قره             | بخشی نامعلوم در شهرستان اردل | دوپلان          | ۶۰             | ۳              | ۴            | ۱۵                  | ۱۰                  |
| لاخشک           | بخش مرکزی شهرستان اردل       | دیناران         | ۱۰۰            | ۵              | ۸            | ۵                   | ۱۸                  |
| مازری           | بخش مرکزی شهرستان اردل       | اردل            | ۳۰             | ۲              | ۳            | ۵                   | ۶                   |
| مریک            | بخش مرکزی شهرستان اردل       | مریک            | ۲۰۰            | ۱۰             | ۱۰           | ۲                   | ۱۰                  |
| منیژه           | بخش مرکزی شهرستان اردل       | باغان           | ۱۵۰            | ۵              | ۸            | ۱۵                  | ۳۰                  |
| ولی الله        | بخش مرکزی شهرستان اردل       | باغان           | ۲۰۰            | ۱۰             | ۸            | ۲۰                  | ۴۰                  |
| چشمه بیدانه     | بخش مرکزی شهرستان اردل       | اردل            | ۳۰             | ۲              | ۴            | ۶                   | ۶                   |
| چشمه سلیمان     | بخش مرکزی شهرستان اردل       | چشمه سلیمان     | ۳۰             | ۳              | ۳            | ۵                   | ۱٫۵                 |
| کاه ریز         | بخش مرکزی شهرستان اردل       | چهراز           | ۶۰             | ۳              | ۴            | ۲۰                  | ۱۴                  |
| کربلایی سیدمراد | بخش مرکزی شهرستان اردل       | دوپلان          | ۸۰             | ۲              | ۵            | ۴                   | ۶                   |
| کهریز           | بخش مرکزی شهرستان اردل       | چهارطاق         | ۲۰۰            | ۰              | ۸            | ۴                   | ۶                   |
| کودان           | بخش مرکزی شهرستان اردل       | باغان           | ۱۰۰            | ۷              | ۶            | ۱۶                  | ۱۶                  |
| گاوتوت          | بخش مرکزی شهرستان اردل       | اردل            | ۴۰             | ۲              | ۳            | ۴                   | ۴                   |
| گاوریز          | بخش مرکزی شهرستان اردل       | رستم‌آباد        | ۴۰             | ۳              | ۴            | ۴                   | ۸                   |
| گردوفلک         | بخش مرکزی شهرستان اردل       | باغان           | ۸۰             | ۶              | ۴            | ۲۰                  | ۹۰                  |
| گروپینه         | بخش مرکزی شهرستان اردل       | گروپینه         | ۲۰۰            | ۸              | ۸            | ۱۰                  | ۲۵                  |